# Henryk Christiani
Henryk Christiani-Grabieński-Kronauge von Kronwald (ur. 8 stycznia 1860 w Wiedniu, zm. 3 maja 1931 w Trzcianie) – właściciel ziemski.

## Życiorys

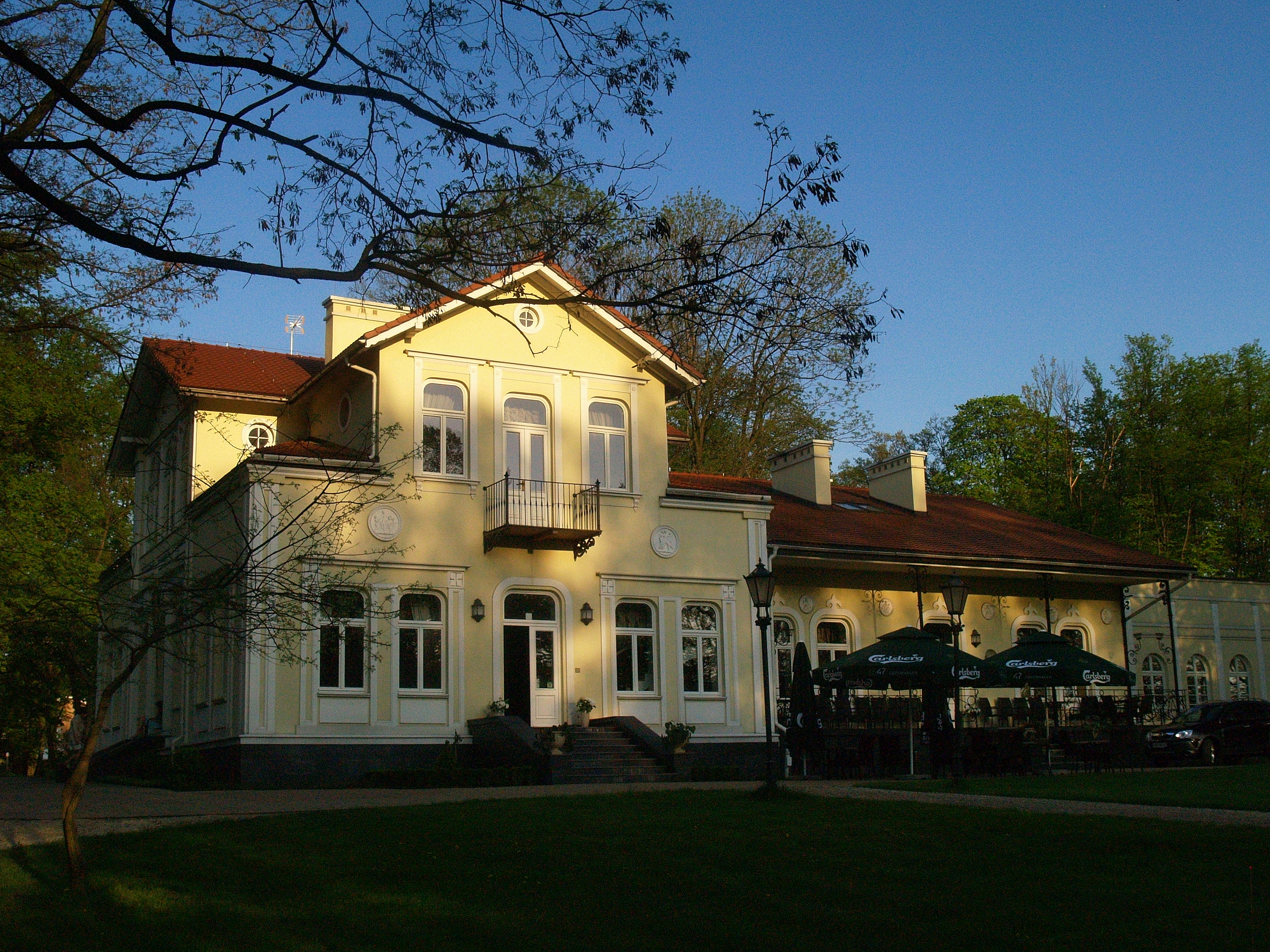
Zespół dworski na Wolicy

Syn Teodora (1815-1896) i Ludgardy z domu Zagórskie (1839-1909). Legitymował się tytułem barona. Był właścicielem tabularnym Wolicy, późniejszej dzielnicy Dębicy. W latach 1890–1892 powstał tam dwór. Posiadał także dobra Trzciana.
Jego żoną od 1891 była Olga Milieska (1869-1951). Ich dziećmi byli Janina (1892-1978), Anna (1894-1981), Ałfred (1896-1978).
W 1914 został odznaczony przez papieża Krzyżem Komandorskim z Gwiazdą Orderu Świętego Grzegorza Wielkiego.